# DTWD2
DTWD2 (англ. DTW domain containing 2) – білок, який кодується однойменним геном, розташованим у людей на 5-й хромосомі. Довжина поліпептидного ланцюга білка становить 298 амінокислот, а молекулярна маса — 33 416.
| 10         |  | 20         |  | 30         |  | 40         |  | 50         |
| ---------- |  | ---------- |  | ---------- |  | ---------- |  | ---------- |
| MESQKEARTL |  | QEPVARPSGA |  | SSSQTPNDKE |  | RREGGAVPAA |  | AALGAEADDD |
| SADGLWELPV |  | EPAERRPECT |  | RCSRPQKVCL |  | CPFLPAHPLH |  | ISTHLYIIQH |
| PAEENKVLRT |  | VPLLAACLPQ |  | DKCKVKIGRR |  | FSEERDPELS |  | TVCRKSGTLI |
| LYPGAEAANL |  | EEFILDSPVY |  | PSTIIIIDGT |  | WSQAKDIFYK |  | NSLFRHPKQV |
| QLKTSISSQY |  | VIRMQPTNRC |  | LSTLECAAVA |  | LSILEKNNYI |  | QETLLRPLQA |
| LCSFQLQHGA |  | QIRLSKEHLL |  | KNGLYPKPMP |  | KNKRKLRKME |  | LLMNSVKI   |

A: Аланін

C: Цистеїн

D: Аспарагінова кислота

E: Глутамінова кислота

F: Фенілаланін

G: Гліцин

H: Гістидин

I: Ізолейцин

K: Лізин

L: Лейцин

M: Метіонін

N: Аспарагін

P: Пролін

Q: Глутамін

R: Аргінін

S: Серин

T: Треонін

V: Валін

W: Триптофан

Кодований геном білок за функцією належить до фосфопротеїнів. 
Задіяний у такому біологічному процесі, як ацетилювання. 